# Bryńce Zagórne
Bryńce Zagórne (ukr. Бринці-Загірні, Brynci-Zahirni) – wieś na Ukrainie w rejonie stryjskim (do 2020 roku w rejonie żydaczowskim) należącym do obwodu lwowskiego.
W 1876 w Bryńcach Zagórnych urodził się Bolesław Roja – żołnierz Legionów, generał dywizji, poseł.

W II Rzeczypospolitej wieś położona w gminie Sokołówka w powiecie bóbreckim województwa lwowskiego. Liczyła 1075 mieszkańców, w tym 75% Polaków. 22 maja 1944 r. zaatakowana przez oddział Ukraińskiej Powstańczej Armii przy wsparciu miejscowych chłopów ukraińskich. W czasie napadu zginęło 145 Polaków, a 25 zostało rannych. 
Od 1923 proboszczem powołanej w tym roku parafii Św. Stanisława Biskupa i Męczennika w Bryńcach Zagórnych był ks. Roman Pietruski.